# Winslow (Nebraska)
Winslow est un village du comté de Dodge, dans l'État du Nebraska, aux États-Unis. En 2020, il comptait une population de 19 habitants.